# Bothriocera nysa
Bothriocera nysa är en insektsart som beskrevs av Ronald Gordon Fennah 1971. Bothriocera nysa ingår i släktet Bothriocera och familjen kilstritar. Inga underarter finns listade i Catalogue of Life.